# ميتكو ستويلوف
ميتكو ستويلوف مواليد 4 فبراير 1983 في بوغدانتسي، جمهورية مقدونيا، هو لاعب كرة يد مقدوني يلعب كظهير أيسر. مثل منتخب مقدونيا لكرة اليد.